# Spiez
Spiez är en ort och kommun vid Thunsjön i distriktet Frutigen-Niedersimmental i kantonen Bern, Schweiz. Kommunen hade 13 190 invånare (2023).
I kommunen finns orterna Spiez, Spiezwiler, Einigen, Faulensee och Hondrich. 